# Gevlekte vorkstaart
De gevlekte vorkstaart (Enicurus maculatus) is een zangvogel uit de familie van de vliegenvangers die voorkomt van oost Afghanistan tot in Vietnam. Net als de andere soorten uit het geslacht van de vorkstaarten is het een vogel die voorkomt langs beekjes in regenwoud.

## Kenmerken
De gevlekte vorkstaart is 28 cm lang (inclusief staart). De staart is diep gevorkt, zwart gekleurd en met horizontale witte strepen. Een opvallend verschil met de andere vorkstaarten is de donkere rug met daarin witte stippels.

## Verspreiding en leefgebied
De gevlekte vorkstaart komt voor in een gordel van gebieden met montaan bos en kleine wateren met rotsen boven de 900 m boven de zeespiegel die loopt van het oosten van Afghanistan, Pakistan, India, Nepal, Bhutan tot in het noorden van Myanmar en Noord-Vietnam en het hele aangrenzende gebied in Zuid-China.
De soort telt vier ondersoorten:
- E. m. maculatus: oostelijk Afghanistan, de westelijke en centrale Himalaya.
- E. m. guttatus: de oostelijke Himalaya, Myanmar en zuidwestelijk China.
- E. m. bacatus: zuidoostelijk China en noordelijk Indochina.
- E. m. robinsoni: het zuidelijke deel van Centraal-Vietnam.

## Status
De gevlekte vorkstaart heeft een groot verspreidingsgebied en daardoor alleen al is de kans op uitsterven uiterst gering. De grootte van de populatie wordt geschat op 10 tot 100 duizend broedparen. Er is geen aanleiding te veronderstellen dat de soort in aantal achteruit gaat. Om deze redenen staat deze vorkstaart als niet bedreigd op de Rode Lijst van de IUCN.